# Bodemwetgeving in Nederland
De Bodemwetgeving in Nederland is er ter bescherming van de bodem. De bodemwetgeving is samengesteld uit diverse wetgevingen en maakt weer onderdeel uit van de totale Milieuwetgeving in Nederland.

## Beleid
Het bodembeleid heeft als doel om een duurzame bodemkwaliteit te realiseren en te behouden. Het beleid is gericht op preventie en sanering. In het Nationaal Milieubeleidsplan 3 (NMP3) was de omvang van de bodemverontreinigingen in Nederland onvoldoende bekend. Destijds werd het probleem geraamd op 175.000 locaties, waarvan 35% een urgente sanering vereiste.

## Regelgeving
De bescherming van de bodem is met name geregeld in de Wet milieubeheer en de Wet bodembescherming. Daarnaast zijn in diverse andere wetten (bijvoorbeeld de Meststoffenwet, met raakvlak aan bodem, ook bepalingen opgenomen met hetzelfde doel.